# El día de la bestia

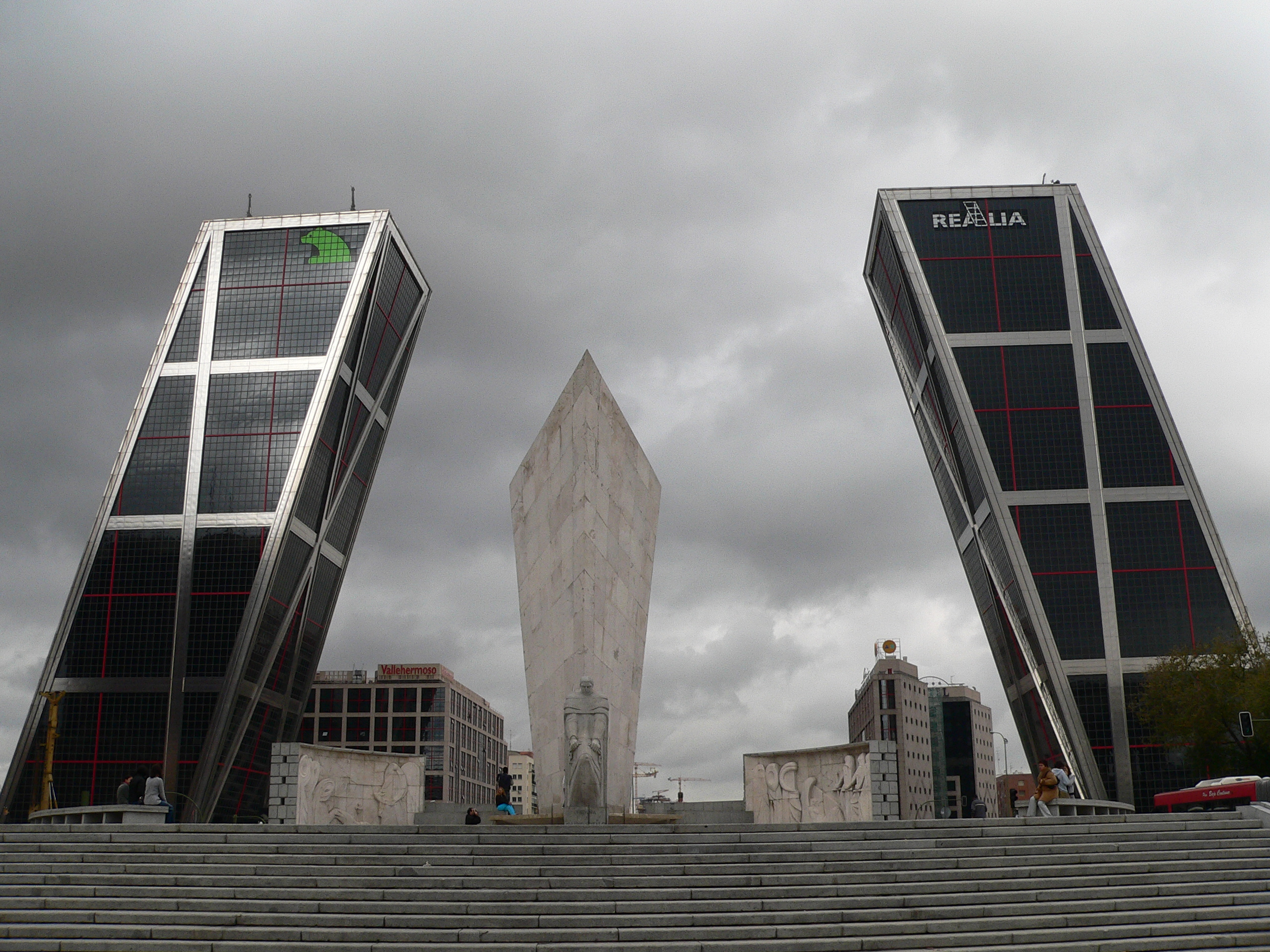
Torres KIO

El día de la bestia (Spaans: De dag van het Beest) is een Spaanse film uit 1995. De film werd geregisseerd door Álex de la Iglesia.
Het is een komedie over een priester die de strijd aan bindt met de Antichrist.

## Verhaal
Een rooms-katholieke priester heeft de Openbaring van Johannes ontcijferd en ontdekt dat de Antichrist met Kerstmis zal verschijnen in Madrid. Hij besluit om korte metten met de Antichrist te maken. Om in zijn buurt te kunnen komen zal hij eerst het vertrouwen van het monster moeten winnen. Dit doet hij door allerlei diefstallen te plegen.
In zijn zoektocht wordt hij bijgestaan door een verkoper van deathmetalmuziek en de presentator van een tv-show over het occultisme. Naarmate het tijdstip van de verschijning nadert blijkt dat de mensen in de stad steeds slechter worden.
Na verloop van tijd komen de hoofdrolspelers erachter dat de Antichrist zal verschijnen in een gebouw in aanbouw, de Torres KIO. Nog net op tijd weten ze de torens te bereiken en de verschijning te verijdelen.

## Rolverdeling
| Acteur                 | Personage        |
| ---------------------- | ---------------- |
| Álex Angulo            | Ángel Berriartúa |
| Armando De Razza       | Cavan            |
| Santiago Segura        | José María       |
| Terele Pávez           | Rosario          |
| Nathalie Seseña        | Mina             |
| Maria Grazia Cucinotta | Susana           |
| Jaime Blanch           |                  |
| Antonio Dechent        |                  |
| Saturnino García       |                  |
| Ramón Agirre Lasarte   |                  |
| El Gran Wyoming        |                  |
| Jimmy Barnatán         |                  |

## Ontvangst

### Prijzen en nominaties
De film won 16 prijzen en werd 14 keer genomineerd. Een selectie:
| Jaar | Evenement                  | Categorie                | Genomineerde                                                                   | Resultaat   |
| ---- | -------------------------- | ------------------------ | ------------------------------------------------------------------------------ | ----------- |
| 1996 | Premios Goya (10de editie) | Beste film               | El día de la bestia                                                            | Genomineerd |
| 1996 | Premios Goya (10de editie) | Beste regisseur          | Álex de la Iglesia                                                             | Gewonnen    |
| 1996 | Premios Goya (10de editie) | Beste acteur             | Álex Angulo                                                                    | Genomineerd |
| 1996 | Premios Goya (10de editie) | Beste debuterend acteur  | Santiago Segura                                                                | Gewonnen    |
| 1996 | Premios Goya (10de editie) | Beste origineel scenario | Jorge Guerricaechevarría, Álex de la Iglesia                                   | Genomineerd |
| 1996 | Premios Goya (10de editie) | Beste camerawerk         | Flavio Martínez Labiano                                                        | Genomineerd |
| 1996 | Premios Goya (10de editie) | Beste montage            | Teresa Font                                                                    | Genomineerd |
| 1996 | Premios Goya (10de editie) | Beste artdirector        | José Luis Arrizabalaga, Biaffra                                                | Gewonnen    |
| 1996 | Premios Goya (10de editie) | Beste productiemanager   | Carmen Martínez                                                                | Genomineerd |
| 1996 | Premios Goya (10de editie) | Beste geluid             | Miguel Rejas, Gilles Ortion, José Antonio Bermúdez, Carlos Garrido, Ray Gillon | Gewonnen    |
| 1996 | Premios Goya (10de editie) | Beste speciale effecten  | Reyes Abades, Juan Tominic, Manuel Horrillo                                    | Gewonnen    |
| 1996 | Premios Goya (10de editie) | Beste kostuums           | Estíbaliz Markiegi                                                             | Genomineerd |
| 1996 | Premios Goya (10de editie) | Beste grime en haarstijl | José Quetglas, José Antonio Sánchez, Mercedes Guillot                          | Gewonnen    |
| 1996 | Premios Goya (10de editie) | Beste filmmuziek         | Battista Lena                                                                  | Genomineerd |